# Casilda Miracovici
Cassilda Miracovici (n. 1902, Frumoasa, Harghita - d. 1955, Franța) a fost o pictoriță română.
Căsătorindu-se cu magistratul, scriitorul, poetul și criticul literar francez André Roland de Renéville, a părăsit România, stabilindu-se la Paris în 1933.
A studiat la Academia de Pictură și Sculptură din România (s-a păstrat carnetul de student pentru anul 1926).
A expus în 1928 la Salonul Oficial al Ministerului Culturii și Artelor și în 1931 la expoziția organizată la sala Ileana de Asociația Grupul nostru printre ai cărei membri fondatori se număra.
În lucrările sale, prezența umană este sugerată doar prin intermediul construcțiilor. Construcția, practic, transformă cadrul natural, pe care îl reorganizează și redimensionează după ideea materializată și redată într-un mod cât mai realist.
A fost sora lui Paul Miracovici (1906-1973) pictor, grafician și muralist, profesor de artă monumentală și teoretician.